# Liste der Kulturdenkmale in Berkheim
In der Liste der Kulturdenkmale in Berkheim sind alle Bau- und Kunstdenkmale der Gemeinde Berkheim und ihrer Teilorte verzeichnet. Sie leitet sich aus der Liste des Landesamts für Denkmalpflege Baden-Württemberg, dem „Verzeichnis der unbeweglichen Bau- und Kunstdenkmale und der zu prüfenden Objekte“ ab. Diese Liste wurde im Jahre 1978 erstellt. Die Teilliste für den Landkreis Biberach hat den Stand vom 30. März 2003 und verzeichnet 17 unbewegliche Bau- und Kunstdenkmäler.

## Allgemein
- Bild: Zeigt ein ausgewähltes Bild aus Commons, „Weitere Bilder“ verweist auf die Bilder im Medienarchiv Wikimedia Commons.
- Bezeichnung: Nennt den Namen, die Bezeichnung oder die Art des Kulturdenkmals.
- Lage: Straßenname und Hausnummer oder Flurstücknummer des Kulturdenkmals, gegebenenfalls auch den Ortsteil. Die Grundsortierung der Liste erfolgt nach dieser Adresse. Der Link (Karte) führt zu verschiedenen Kartendiensten mit der Position des Kulturdenkmals. Fehlt dieser Link, wurden die Koordinaten noch nicht eingetragen. Sind diese bekannt, können sie über ein Tool mit einer Kartenansicht einfach nachgetragen werden. In dieser Kartenansicht sind Kulturdenkmale ohne Koordinaten mit einem roten bzw. orangen Marker dargestellt und können durch Verschieben auf die richtige Position in der Karte mit Koordinaten versehen werden. Kulturdenkmale ohne Bild sind an einem blauen bzw. roten Marker erkennbar.
- Datierung: Baubeginn, Fertigstellung, Datum der Erstnennung oder grobe zeitliche Einordnung entsprechend des Eintrags in der zuständigen Denkmaldatenbank (Landesamt für Denkmalpflege Baden-Württemberg).
- Beschreibung: Kurzcharakteristik des Kulturdenkmals.

## Berkheim
Zur Gemeinde gehören neben Berkheim auch die Teilorte Bonlanden, Illerbachen und Eichenberg.

| Bild | Bezeichnung            | Lage                   | Datierung       | Beschreibung                                                                      | ID |
| ---- | ---------------------- | ---------------------- | --------------- | --------------------------------------------------------------------------------- | -- |
|      | Wegkapelle             | Bei der Hauptstraße 22 | 18. Jahrhundert | Wegkapelle mit einer Figur des Heiligen Johannes Nepomuk Geschützt nach § 2 DSchG |    |
|      | Gasthof „Adler“        | Hauptstraße 23 (Karte) | 18. Jahrhundert | Zweigeschossiger Fachwerkbau Geschützt nach § 2 DSchG                             |    |
|      | Pfarrhaus              | Hauptstraße 28 (Karte) | 1529            | Schlossähnlicher Bau mit vier Ecktürmen Geschützt nach § 28 DSchG                 |    |
|      | Pfarrkirche St. Konrad | Hauptstraße 28 (Karte) | 1513            | Spätgotischer Westturm von 1513, Schiff von 1785 Geschützt nach § 28 DSchG        |    |
|      | Gasthaus „Zur Krone“   | Hauptstraße 29 (Karte) | 1656            | Walmdachhaus Geschützt nach § 28 DSchG                                            |    |
|      | Mariahilfkapelle       | Kapellenweg 23 (Karte) | 1880            | Rechteckiger Bau Geschützt nach § 2 DSchG                                         |    |
|      | Sühnekreuz             | Flurstücknummer 97     |                 | Schwedenkreuz Geschützt nach § 2 DSchG                                            |    |
|      | Wegkapelle             | Flurstücknummer 1169   | 18. Jahrhundert | Kapelle mit Kerkerchristus Geschützt nach § 2 DSchG                               |    |

### Bonlanden
Bonlanden ist einwohnermäßig der größte Teilort von Berkheim und liegt nördlich des Hauptortes.

| Bild | Bezeichnung                  | Lage                            | Datierung            | Beschreibung                                                             | ID |
| ---- | ---------------------------- | ------------------------------- | -------------------- | ------------------------------------------------------------------------ | -- |
|      | Kloster Bonlanden            | Faustin-Mennel-Straße 1 (Karte) | 1855                 | Mutterhaus der Franziskanerinnen Geschützt nach § 2 DSchG                |    |
|      | Bauernhaus                   | Kreuzzstraße 2 (Karte)          | 1811                 | Giebel mit Gesimse gegliedert Geschützt nach § 2 DSchG                   | BW |
|      | Kapelle zum „Heiligen Kreuz“ | Ulmer Straße 37 (Karte)         | 1742                 | Ovalbau von 1742 Geschützt nach § 28 DSchG                               |    |
|      | Kornspeicher                 | Wildenbergstraße 2a (Karte)     | 1699                 | Fachwerkbau Geschützt nach § 28 DSchG                                    |    |
|      | Bildsäule                    | Flurstücknummer 116             | Ende 19. Jahrhundert | Gemauerte Bildsäule Geschützt nach § 2 DSchG                             |    |
|      | Holzbildstock                | Flurstücknummer 118             | 19. Jahrhundert      | Bildstock mit einem Bild des Heiligen Willebold Geschützt nach § 2 DSchG |    |

### Eichenberg
Der Teilort Eichenberg liegt westlich von Berkheim, an der Straße nach Ochsenhausen im Tal der Rot.

| Bild | Bezeichnung    | Lage                 | Datierung | Beschreibung                                                     | ID |
| ---- | -------------- | -------------------- | --------- | ---------------------------------------------------------------- | -- |
|      | Martinskapelle | St.-Martin-Straße 11 | 1781      | stattliche, gemauerte Kapelle mit Turm Geschützt nach § 28 DSchG |    |

### Illerbachen
Illerbachen liegt südlich von Berkheim. Bis zu Säkularisation war der Ort aufgeteilt in einen Teil der zur Enklave Tannheim und damit zum Kloster Ochsenhausen gehörte und einen zum Kloster Rot an der Rot gehörenden Teil.

| Bild | Bezeichnung      | Lage                                  | Datierung | Beschreibung              | ID |
| ---- | ---------------- | ------------------------------------- | --------- | ------------------------- | -- |
|      | Kirche St. Josef | Bernhard-Riedmiller-Straße 23 (Karte) | 1707      | Geschützt nach § 28 DSchG |    |

### Schelleneigen
Schelleneigen ist ein Wohnplatz bei Eichenberg.

| Bild | Bezeichnung   | Lage            | Datierung       | Beschreibung                                                 | ID |
| ---- | ------------- | --------------- | --------------- | ------------------------------------------------------------ | -- |
|      | Privatkapelle | Schelleneigen 2 | 19. Jahrhundert | Rechteckbau aus dem 19. Jahrhundert Geschützt nach § 2 DSchG |    |